# Ґері Макдоналд (плавець)
Ґері Макдоналд (англ. Gary MacDonald, 15 грудня 1953) — канадський плавець.
Призер Олімпійських Ігор 1976 року.
Переможець Ігор Співдружності 1974, 1978 років.
Призер Панамериканських ігор 1975 року.